# Mistrzostwa Świata w Kolarstwie Torowym 2005
102. Mistrzostwa Świata w Kolarstwie Torowym odbyły się w amerykańskim Los Angeles w dniach 24–27 marca 2005. W programie mistrzostw znalazło się sześć konkurencji dla kobiet: sprint, wyścig na dochodzenie wyścig punktowy, wyścig na 500 m, scratch i keirin oraz dziewięć konkurencji dla mężczyzn: sprint indywidualny, sprint drużynowy, wyścig na dochodzenie, wyścig punktowy, wyścig ze startu zatrzymanego, wyścig na 1 km, wyścig drużynowy na dochodzenie, madison, keirin i scratch. 

## Medaliści

### Kobiety
| Konkurencja                         | Data          | Złoto              | Srebro          | Brąz              |
| ----------------------------------- | ------------- | ------------------ | --------------- | ----------------- |
| 500 m ze startu zatrzymanego        | 24 marca 2005 | Natalla Cylinska   | Anna Meares     | Yvonne Hijgenaar  |
| 3000 m indywidualnie na dochodzenie | 26 marca 2005 | Katie Mactier      | Katherine Bates | Karin Thürig      |
| scratch                             | 27 marca 2005 | Olga Slusariewa    | Katherine Bates | Ludmiła Wypyrajło |
| sprint indywidualny                 | 26 marca 2005 | Victoria Pendleton | Tamiłła Abasowa | Anna Meares       |
| wyścig punktowy                     | 25 marca 2005 | Vera Carrara       | Olga Slusariewa | Katherine Bates   |
| keirin                              | 27 marca 2005 | Clara Sanchez      | Elisa Frisoni   | Yvonne Hijgenaar  |

### Mężczyźni
| Konkurencja                       | Data          | Złoto                                                                       | Srebro                                                              | Brąz                                                                              |
| --------------------------------- | ------------- | --------------------------------------------------------------------------- | ------------------------------------------------------------------- | --------------------------------------------------------------------------------- |
| wyścig punktowy                   | 24 marca 2005 | Wołodymyr Rybin                                                             | Ioannis Tamouridis                                                  | Joan Llaneras                                                                     |
| sprint drużynowy                  | 24 marca 2005 | Wielka Brytania · Jason Queally · Chris Hoy · Jamie Staff                   | Holandia · Theo Bos · Teun Mulder · Tim Veldt                       | Niemcy · Matthias John · Stefan Nimke · René Wolff                                |
| scratch                           | 26 marca 2005 | Alex Rasmussen                                                              | Greg Henderson                                                      | Matthew Gilmore                                                                   |
| 4 km indywidualnie na dochodzenie | 25 marca 2005 | Robert Bartko                                                               | Sergi Escobar                                                       | Levi Heimans                                                                      |
| keirin                            | 25 marca 2005 | Teun Mulder                                                                 | Barry Forde                                                         | Shane Kelly                                                                       |
| 1 km ze startu zatrzymanego       | 25 marca 2005 | Theo Bos                                                                    | Jason Queally                                                       | Chris Hoy                                                                         |
| 4 km drużynowo na dochodzenie     | 26 marca 2005 | Wielka Brytania · Steve Cummings · Chris Newton · Paul Manning · Rob Hayles | Holandia · Levi Heimans · Jens Mouris · Peter Schep · Niki Terpstra | Australia · Ashley Hutchinson · Matthew Goss · Mark Jamieson · Stephen Wooldridge |
| madison                           | 27 marca 2005 | Wielka Brytania · Mark Cavendish · Robert Hayles                            | Holandia · Robert Slippens · Danny Stam                             | Belgia · Matthew Gilmore · Iljo Keisse                                            |
| sprint indywidualny               | 27 marca 2005 | René Wolff                                                                  | Mickaël Bourgain                                                    | Jobie Dajka                                                                       |

## Klasyfikacja medalowa
| Miejsce | Państwo         |   |   |   | Razem |
| ------- | --------------- | - | - | - | ----- |
| 1.      | Wielka Brytania | 4 | 1 | 1 | 6     |
| 2.      | Holandia        | 2 | 3 | 3 | 8     |
| 3.      | Niemcy          | 2 | 0 | 1 | 3     |
| 4.      | Australia       | 1 | 3 | 5 | 9     |
| 5.      | Rosja           | 1 | 2 | 0 | 3     |
| 6.      | Francja         | 1 | 1 | 0 | 2     |
|         | Włochy          | 1 | 1 | 0 | 2     |
| 8.      | Ukraina         | 1 | 0 | 1 | 2     |
| 9.      | Białoruś        | 1 | 0 | 0 | 1     |
|         | Dania           | 1 | 0 | 0 | 1     |
| 11.     | Hiszpania       | 0 | 1 | 1 | 2     |
| 12.     | Barbados        | 0 | 1 | 0 | 1     |
|         | Grecja          | 0 | 1 | 0 | 1     |
|         | Nowa Zelandia   | 0 | 1 | 0 | 1     |
| 15.     | Belgia          | 0 | 0 | 2 | 2     |
| 16.     | Szwajcaria      | 0 | 0 | 1 | 1     |